# Ergazi/Ovgoros
Ergazi (griechisch Όβγορος Ovgoros) ist ein Dorf auf der Karpas-Halbinsel im Norden der Mittelmeerinsel Zypern und liegt im Distrikt İskele der nicht anerkannten Türkischen Republik Nordzypern bzw. de jure im Bezirk Famagusta. Der Ort hatte 2011 202 Einwohner.

## Geographie
Ergazi liegt auf der Karpas-Halbinsel, fünf Kilometer südöstlich von Kantara und nordöstlich von Trikomo/İskele.

## Geschichte
In der Zeit der osmanischen Herrschaft (1570/71–1878) wurden Zählungen zum Zweck der Steuererhebung durchgeführt, wie etwa 1831. Dabei wurden in Ergazi 16 türkische Haushaltsvorstände gezählt. 1891 zählte die britische Kolonialbehörde 264 Einwohner, von denen 261 als Türken und drei als Griechen galten. 1901 zählte man 318 Türken. 1931 zählte man 379 Türken und sieben Griechen, 1946 wohnten nur noch Zyperntürken im Dorf, nämlich 431, 1960 waren es 362. Bei der Volkszählung 1978 zählte man 254 Zyperntürken.
Ergazi, das bereits vor dem Ende des Zweiten Weltkriegs ausschließlich durch Zyperntürken bewohnt war, nahm zwischen 1964 und 1974, zur Zeit der Türkischen Verwaltung Zyperns, und daher als Teil der türkischen Enklave Mehmetçik, Flüchtlinge aus anderen Dörfern auf. Diese kamen aus Bahçeler/Perivolia und Boğaztepe/Monarga.
Die Jüngeren des Dorfes wandern seither in die größeren Orte und ins Ausland ab, sodass die Bevölkerung schrumpft. 2006 zählte man noch 207 Bewohner, 2011 waren es 202.